# Камерун на летних Олимпийских играх 1984
Камерун принимал участие в Летних Олимпийских играх 1984 года в Лос-Анджелесе (США) в шестой раз за свою историю, и завоевал одну бронзовую медаль — единственную бронзовую медаль в истории участия этой страны на Олимпийских играх.
Сборная Камеруна на XXIII Летних Олимпийских играх имела самое большое представительство в истории своего участия на играх — 46 спортсменов, в том числе 4 женщины.

## Бронза
- Бокс, мужчины — Мартин Ндонго-Эбанга.